# Moose Goheen
Francis Xavier „Moose“ Goheen (* 9. Februar 1894 in White Bear Lake, Minnesota; † 13. November 1979 in Saint Paul, Minnesota) war ein US-amerikanischer Eishockeyspieler. Er spielte meist als Verteidiger.
Bei den Olympischen Sommerspielen 1920 in Antwerpen gewann er mit der US-amerikanischen Nationalmannschaft, die sich aus Spielern der St. Paul A.C., Pittsburgh AA und Boston AA zusammensetzte, die Silbermedaille im olympischen Eishockeyturnier. 1952 wurde er in die Hockey Hall of Fame und 1973 in die United States Hockey Hall of Fame aufgenommen.

## Erfolge und Auszeichnungen
- 1920 Silbermedaille bei den Olympischen Sommerspielen
- 1952 Aufnahme in die Hockey Hall of Fame
- 1973 Aufnahme in die United States Hockey Hall of Fame